# Roland Schütt
Fritiof Roland Schütt (* 18. April 1913 in Stockholm; † 10. November 2005 ebenda) war ein schwedischer Schriftsteller.

## Leben
Roland Schütt war der Sohn von Fritiof and Zipa Schütt. Zipa war eine russische Jüdin und Jugendliebe des späteren Malers Marc Chagall. Sie floh aus Russland und ließ sich in Stockholm nieder, wobei sie den arbeitslosen Fritiof heiratete und neben Roland auch Mutter des Schriftstellers Bertil Schütt wurde. Um die Familie über Wasser zu halten, verkaufte sie Tabak, sozialistische Literatur und illegal Kondome. Roland Schütts Jugend war durch Gewalt und Armut geprägt. Er lebte zeitweise in einem Erziehungsheim.
Seine Jugend schrieb er 1989 in seinem schriftstellerischen Debüt Kådisbellan nieder. Åke Sandgren verfilmte das Buch, welcher unter dem deutschen Titel Die Schleuder am 17. November 1994 in die deutschen Kinos kam. Dabei übernahm Jesper Salén die Rolle des jungen Roland, während Stellan Skarsgård seinen Vater spielte und die Zipa von Basia Frydman verkörpert wurde. Die laut Lexikon des internationalen Films „mit Witz und Humor durchsetzte, hervorragend gespielte [...] Milieuschilderung“  wurde 1994 als Bester Film mit dem schwedischen Filmpreis Guldbagge ausgezeichnet.
Im Alter von 92 verstarb Schütt am 10. November 2005 im Stockholmer Stadtteil Vasastan.

## Werke (Auswahl)
- Kådisbellan (1989)
- Brakskiten (1992)
- Gummispretterten (1993)
- Slangebøssen (1994)